# Jean-Raoul Paul

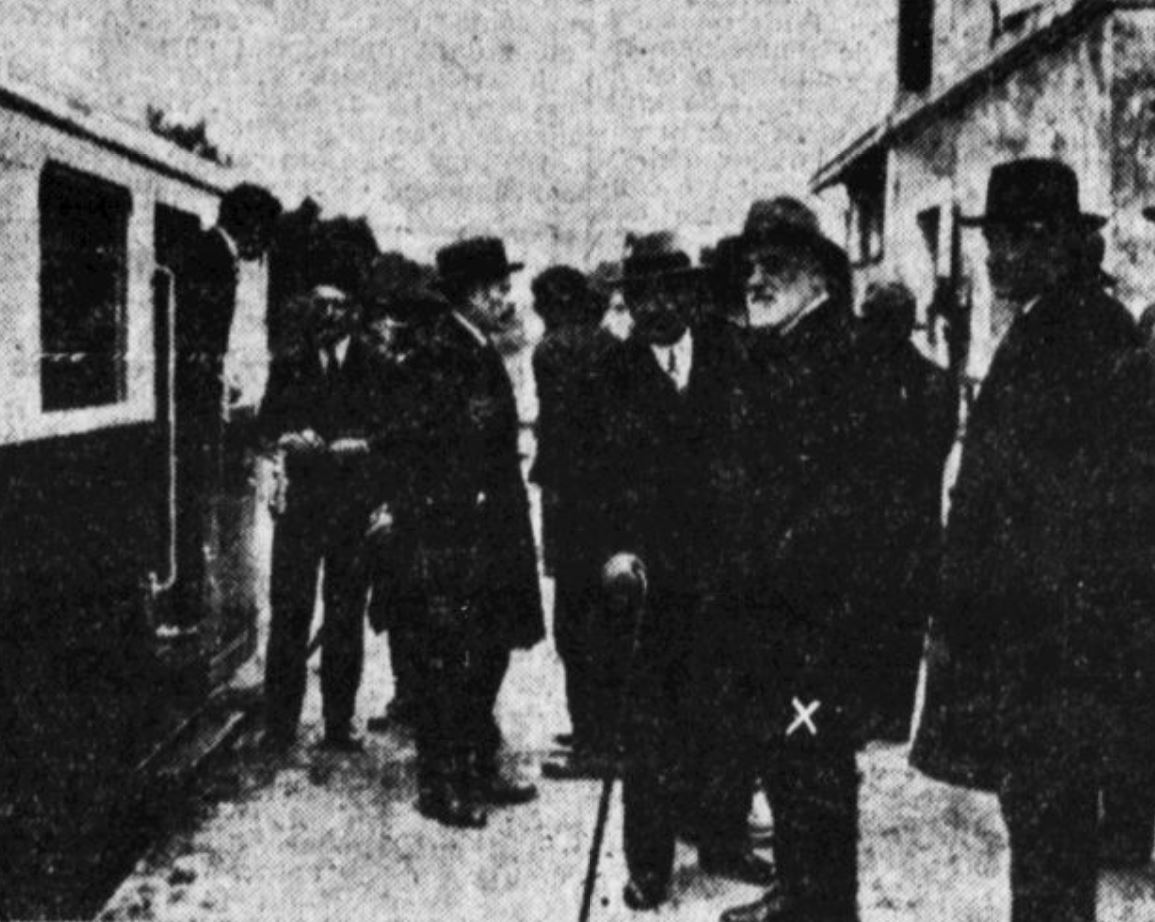
Jean-Raoul Paul à côté de la Pauline prototype le 27 octobre 1931.

Jean-Raoul Paul (1869-1960), né à Vayres près de Libourne, est un polytechnicien français, ingénieur des ponts et chaussées. Il fut directeur de la Compagnie des chemins de fer du Midi de 1913 à 1932. Il est connu en tant que promoteur de l’électrification des chemins de fer et d'infrastructures au service du développement touristique pyrénéen,,.
Jean-Raoul Paul est l'auteur d’une « politique de développement régional particulièrement complète »,,, il a lié « étroitement l'expansion économique du Sud-Ouest et celle de son trafic », en recourant à « la modernisation de ses techniques de production et de ses méthodes de commercialisation ». D'autre part, il a provoqué « l'établissement d'un complexe d'industries nouvelles en développant une électrification ferroviaire étendue », dont l’apogée se situe dans l’entre-deux-guerres. Dans une notice biographique que lui est consacrée en 1961, Jean-Raoul Paul est présenté comme un « grand directeur de réseau, père de l’électrification des lignes de chemins de fer, grand animateur des Pyrénées, réalisateur de la route du Pic du Midi, conseiller de la Compagnie de navigation mixte, président des Tramways de Bordeaux, administrateur de la Tunisienne d’électricité et des tramways de Tunis. »
Sous le nom de « Monsieur Paul », Jean-Raoul Paul est une personnalité très souvent citée et honorée dans l'histoire du développement économique pyrénéen de la première moitié du XXe siècle (un boulevard de Tarbes porte son nom, un médaillon de bronze le représentant lui rend hommage au col du Tourmalet). Dans son pays viticole d'origine, les Graves-de-vayres, Jean-Raoul Paul est aussi connu en tant que fondateur de l'un des premiers syndicats viticoles girondins.